# XV Liga Andaluza de Futbol Americano
La XV Liga Andaluza de Futbol Americano è la 15ª edizione del campionato di football americano, organizzato dalla FAFA. È uno dei campionati validi per la LNFA Serie C 2016.

## Squadre partecipanti
| Club               | Città      | Stadio | Sponsor ufficiale | Risultato nella stagione 2015 |
| ------------------ | ---------- | ------ | ----------------- | ----------------------------- |
| Almería Barbarians | Almería    |        |                   |                               |
| Fuengirola Potros  | Fuengirola |        |                   |                               |
| Granada Lions      | Granada    |        |                   |                               |
| Sevilla Linces     | Siviglia   |        | Inmobalia         |                               |

## Stagione regolare

### Tabella
|   |                    | BAR   | POT   | LIO  | LIN  |
| 1 | Almería Barbarians |       | 0–61  | 7–55 | 51–0 |
| 2 | Fuengirola Potros  | 47–0  |       | 7–20 | 54-0 |
| 3 | Granada Lions      | 29–15 | 26–31 |      | 69–6 |
| 4 | Sevilla Linces     | 13–40 | 6–54  | 0–92 |      |

### Calendario
Sono note soltanto le date degli incontri dei Potros.

#### 1ª giornata
| Siviglia 14 novembre 2015 | Sevilla Linces | 6 – 54 referto | Fuengirola Potros | IDM La Cartuja |

#### 2ª giornata
| Fuengirola 28 novembre 2015 | Fuengirola Potros | 47 – 0 referto | Almería Barbarians | Estadio de Suel |

#### 3ª giornata
| Maracena 13 dicembre 2015 | Granada Lions | 26 – 31 referto | Fuengirola Potros | Ciudad Deportiva |

#### 4ª giornata
| Fuengirola 16 gennaio 2015 | Fuengirola Potros | 54 – 0 referto | Sevilla Linces | Estadio de Suel |

#### 5ª giornata
| Almería 6 febbraio 2016 | Almería Barbarians | 0 – 61 referto | Fuengirola Potros | Estadio de la Juventud Emilio Campra |

#### 6ª giornata
| Fuengirola 13 febbraio 2016 | Fuengirola Potros | 7 – 20 referto | Granada Lions | Estadio de Suel |

### Classifica
La classifica della regular season è la seguente:
- PCT = percentuale di vittorie, G = partite giocate, V = partite vinte,  P = partite perse, PF = punti fatti, PS = punti subiti

| Pos. | Squadra            | PCT  | G | V | N | P | PF  | PS  |
| ---- | ------------------ | ---- | - | - | - | - | --- | --- |
| 1    | Granada Lions      | .833 | 6 | 5 | 0 | 1 | 291 | 66  |
| 2    | Fuengirola Potros  | .833 | 6 | 5 | 0 | 1 | 254 | 52  |
| 3    | Almería Barbarians | .333 | 6 | 2 | 0 | 4 | 113 | 205 |
| 4    | Sevilla Linces     | .000 | 6 | 0 | 0 | 6 | 25  | 360 |

## XV Final de la LAFA
| Maracena 19 marzo 2016 | Granada Lions | 0 – 40 referto | Fuengirola Potros | Ciudad Deportiva |

## Verdetti
- Fuengirola Potros Campioni della LAFA